# Pachchawati
Pachchawati (nep. पञ्चावती) – gaun wikas samiti we wschodniej części Nepalu w strefie Sagarmatha w dystrykcie Udayapur. Według nepalskiego spisu powszechnego z 2001 roku liczył on 1532 gospodarstw domowych i 8221 mieszkańców (3961 kobiet i 4260 mężczyzn).